# 197708 Kalipona
197708 Kalipona è un asteroide della fascia principale. Scoperto nel 2004, presenta un'orbita caratterizzata da un semiasse maggiore pari a 2,3810001 au e da un'eccentricità di 0,1970887, inclinata di 3,15009° rispetto all'eclittica.